# Liste der Monuments historiques in Évellys
Die Liste der Monuments historiques in Évellys führt die Monuments historiques in der französischen Gemeinde Évellys auf.

## Liste der Bauwerke
| Bezeichnung             | Beschreibung | Standort                           | Kennzeichnung | Schutzstatus | Datum | Bild |
| ----------------------- | ------------ | ---------------------------------- | ------------- | ------------ | ----- | ---- |
| Calvaire                |              | Rue de l’Église in Remungol (Lage) | PA00091634    | Classé       | 1930  |      |
| Fontaine Sainte-Julitte |              | Rue de l’Église in Remungol (Lage) | PA00091635    | Inscrit      | 1934  |      |

## Liste der Objekte
- Monuments historiques (Objekte) in Moustoir-Remungol in der Base Palissy des französischen Kultusministeriums
- Monuments historiques (Objekte) in Naizin in der Base Palissy des französischen Kultusministeriums